# Sphex gisteli
Sphex gisteli là một loài côn trùng cánh màng trong họ Sphecidae, thuộc chi Sphex. Loài này được Strand miêu tả khoa học đầu tiên năm 1916.